# Robert Lemaître
Robert Lemaître (Plancoët, 1929. március 7. – Namur, Belgium, 2019. március 9.) válogatott francia labdarúgó, hátvéd.

## Pályafutása

### Klubcsapatban
1951-ben a La Malouine csapatában kezdte a labdarúgást. 1951 és 1953 között a Stade Rennais, 1953 és 1956 között a Lille játékosa volt. A lillei csapattal egy-egy bajnoki címet és francia kupagyőzelmet ért el. 1956–57-ben a Le Havre, 1957–58-ban a Bordeaux, 1958 és 1960 között a Roubaix-Tourcoing csapatában játszott.

### A válogatottban
1953–54-ben két alkalommal szerepelt a francia válogatottban.

### Edzőként
1959-ben a Roubaix-Tourcoing játékos-edzője volt. 1964–65-ben a Brive, 1969–70-ben az algériai Kabylie vezetőedzője volt.

## Sikerei, díjai
Lille OSC
- Francia bajnokság (Ligue 1)
  - bajnok: 1953–54
- Francia kupa (Coupe de France)
  - győztes: 1955